# Paranemertes incola
Paranemertes incola är en djurart som tillhör fylumet slemmaskar, och som beskrevs av Jirô Iwata 1952. Paranemertes incola ingår i släktet Paranemertes och familjen Emplectonematidae. Inga underarter finns listade i Catalogue of Life.